# روزماري بولوك
روزماري بولوك (بالإنجليزية: Rosemary Pollock)‏ (1944، غلدفورد في المملكة المتحدة)؛ روائية بريطانية.